# Hôpital de Villeneuve

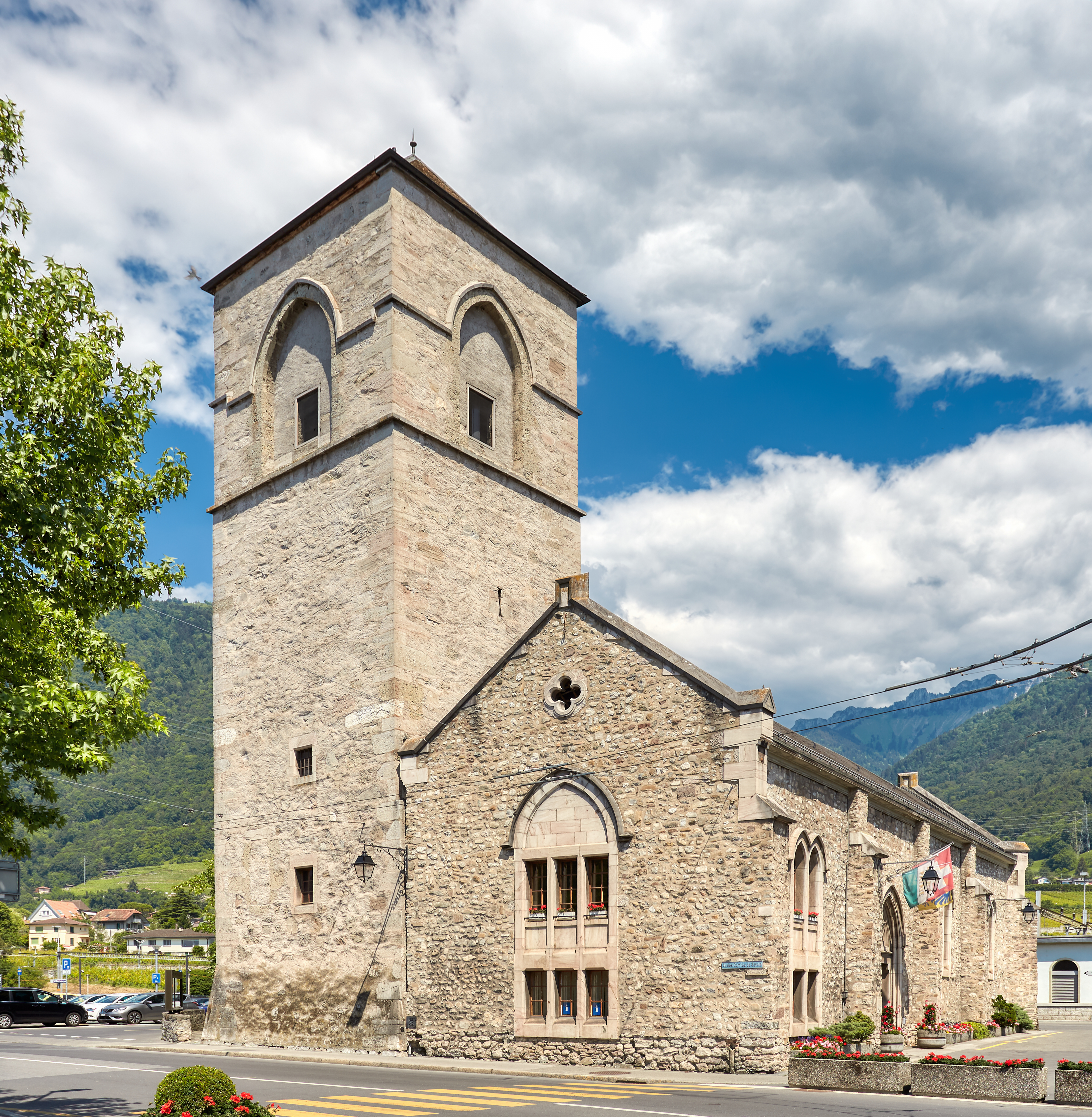
Ehemalige Spitalkapelle in Villeneuve, heute Gemeindehaus (2020)

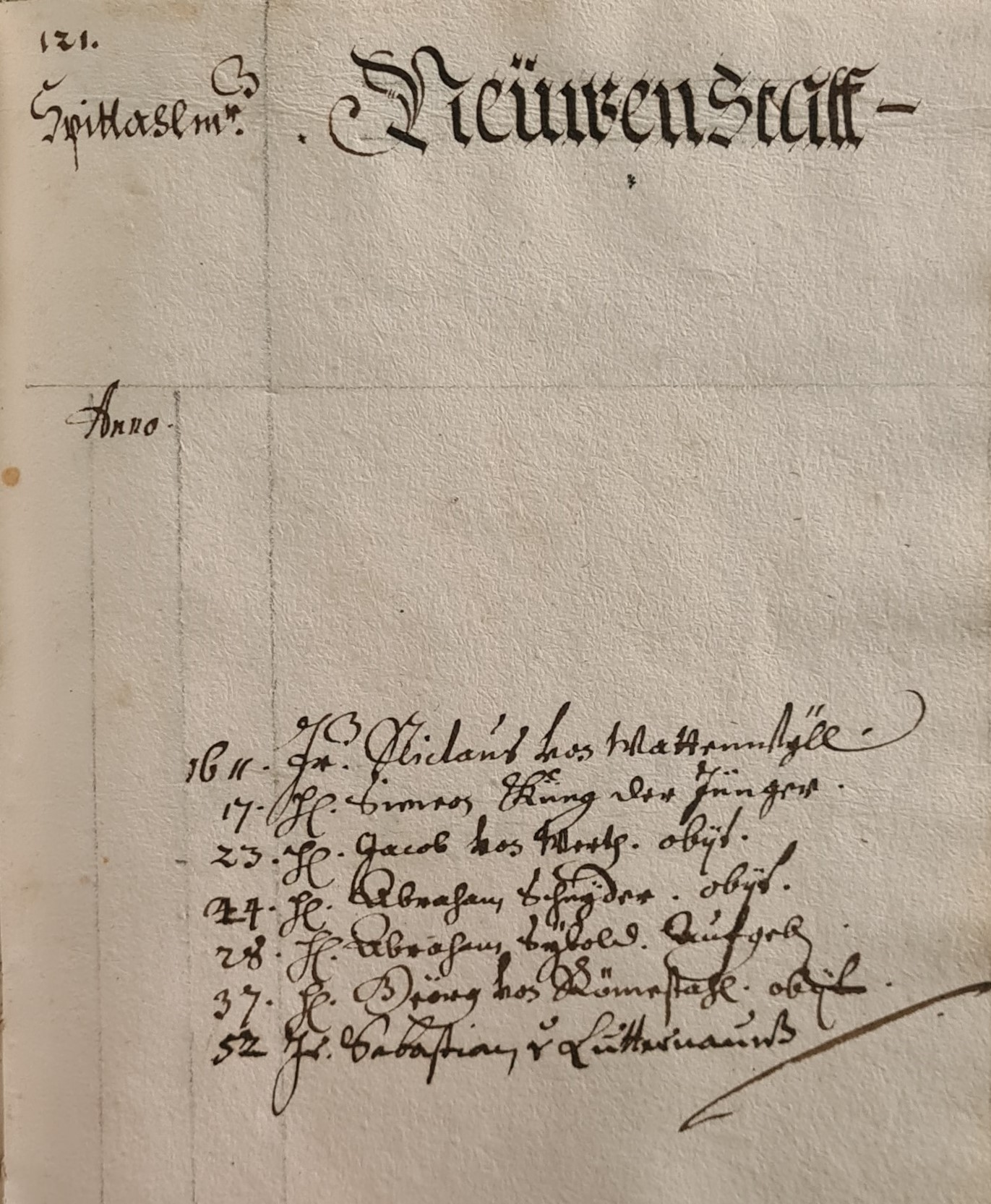
Liste der Spitalmeister von 1611 bis 1652 in einem Ämterbuch

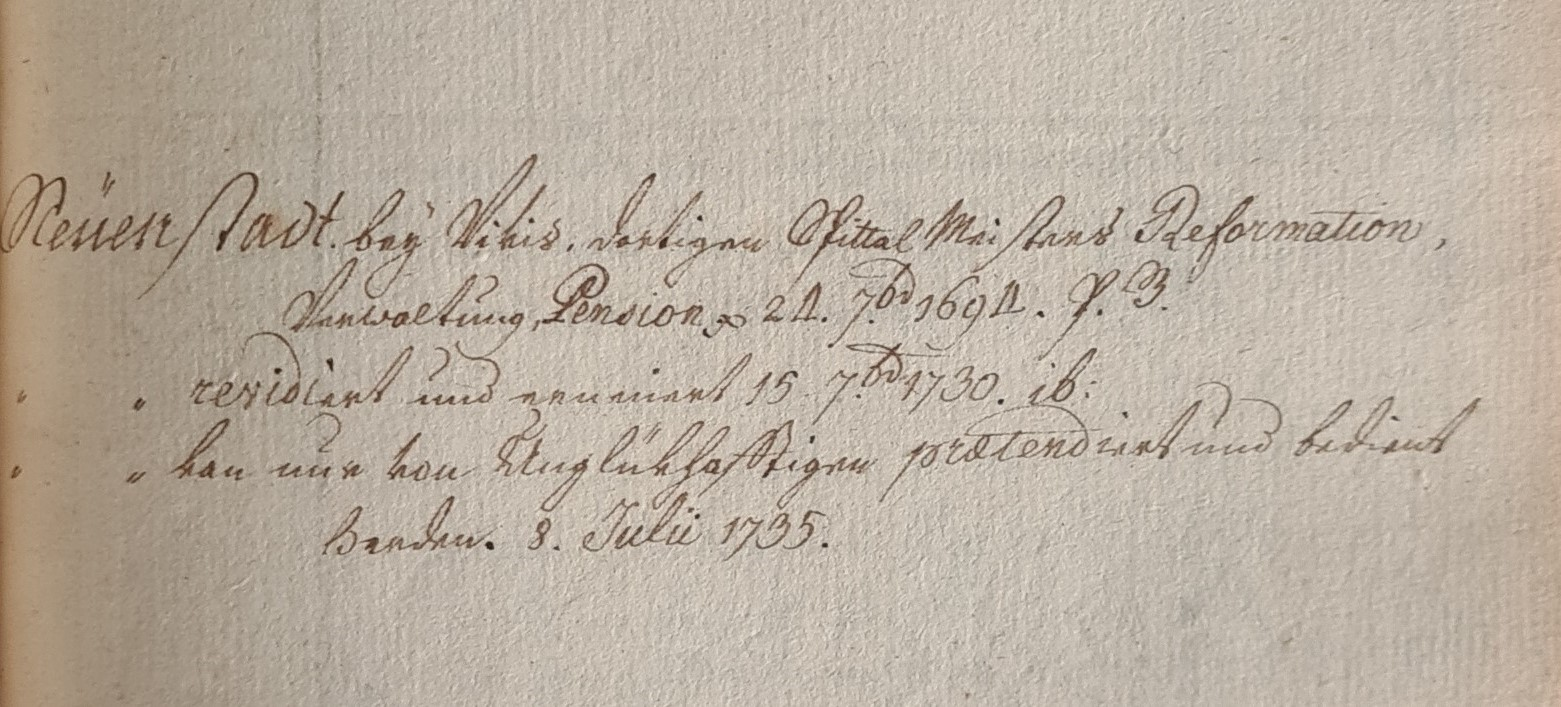
Register über die Ordnungen der Stadt Bern, Eintrag Neuenstadt (um 1750)

Das Hôpital de Villeneuve ist ein ehemaliges Hospital in der Gemeinde Villeneuve, im Distrikt Aigle des Kantons Waadt in der Schweiz.

## Geschichte
1236 gründete Aymon von Savoyen in Villeneuve die Maison-Dieu für Arme, Pilger und Kranke und stattete die Einrichtung mit Grundbesitz aus, dazu gehörte die Mühle in Saint-Maurice, die Zehnten in Bagnes, Fully, Aigle und Yvorne, die Alp Ayerne, Wälder in Chamblon, Rebgüter und Renten. Das Hospital war eine Filiale der Abtei St-Maurice (Augustiner-Chorherren). 1536 führte Bern in der Waadt die Reformation ein und säkularisierte das Hospital. An die Stelle der Augustinerchorherren trat der Spitalmeister zu Neuenstadt. Während im 16. Jahrhundert mit Junker Ferdinand Bouvier (1554–1637) ein Lokaler die Leitung der Einrichtung innehatte, sind ab 1611 nur noch Burger der Stadt Bern als Amtsinhaber nachzuweisen. Am 8. Juli 1735 beschloss die bernische Obrigkeit bezüglich des Spitalmeisters: «kann nur von Unglükhafftigen praetendeirt und bedient werden». Wie die Schaffnerei Hettiswil wurde das Spital zu Villeneuve zwar durch einen Burger der Stadt Bern geleitet, doch war das Amt nicht zeitlich begrenzt, was darauf schliessen lässt, dass der Posten nicht sonderlich begehrt war. Das Amt des Spitalmeisters zu Neuenstadt hatte damit nicht den Status einer Landvogtei.
Die ehemalige Spitalkapelle diente im 18. Jahrhundert als Kornhaus. Mit dem Untergang der Stadt und Republik Bern ging dieses an den neu konstituierten Kanton Waadt über, der per 1. November 1806 den Spitalbetrieb aufgab. 1826 verkaufte der Kanton das Spitalgebäude an die Gemeinde Villeneuve, die Rebgüter blieben in Staatsbesitz. Der Erlös aus dem Verkauf sollte der Gründung des Kantonsspitals in Lausanne dienen. Die Gemeinde nutzte die ehemalige Spitalkapelle als Schule und liess sie 1874 bis 1876 durch die Architekten Henri und Charles Chaudet zum neugotischen Gemeindehaus umbauen. Das verbliebene Rebland wird durch den Kanton Waadt als Domaines des Hospices Cantonaux d’Aigle et de Villeneuve bewirtschaftet.

## Liste der Tenanciers
| - Girard Bernardi, 1375–1376 - Jean Gerbais, bis 1375, 1393 - Jean Garreti, 1376–1378 - Antoine Bartholomei, 1378–1382 - Guillaume Albi, 1382–1389 - Antoine Medici, 1389–1393 - Jean Reinodi, 1402–1417 - Guillaume Villien, 1417–1428 - Pierre Borgesi, ab 1428 - Guillaume de Châtillon, 1433 - Jean de Bellegarde, 1441–1463 - Louis de Monthey, 1463–1471 - Pierre de Greyres, 1471–1481 - Charles de Seyssel, 1481–1501 - Jean de Albiaco, 1515–1535 | Ab 1536 weltlicher Spitalmeister (hospitalier, directeur) - Ferdinand Bouvier, um 1588 - Niklaus von Wattenwyl, 1611–1617 - Simon König, 1617–1623 - Jakob von Werdt, 1623–1624 - Abraham Schnyder, 1624–1628 - Abraham Sybold, 1628–1637 - Georg von Römerstal, 1637–1652 - Sebastian von Luternau, 1652 - Isaak Im Hoff, 1688 - Hans Rudolf Reinhard von Luternau, 1730 bis um 1740 - Johann Rudolf Hubert von Luternau, 1765–1789 - Johann David von Wattenwyl, 1790 |